# شلوار جادویی چاقالو
شلوار جادویی چاقالو (انگلیسی: Fatty's Magic Pants) فیلمی کوتاه به کارگردانی راسکو آرباکل محصول سال ۱۹۱۴ کشور ایالات متحده آمریکا است.

## بازیگران
- راسکو آرباکل
- چارلی چیس
- مینتا دارفی
- هری مک‌کوی
- برت روچ
- ال سنت جان
- اسلیم سامرویل
- گلن کاوندر
- فرانک آپرمن